# Elf Jahre und ein Tag
Elf Jahre und ein Tag ist ein deutscher Spielfilm von Gottfried Reinhardt aus dem Jahr 1963 mit Ruth Leuwerik, Paul Hubschmid und Bernhard Wicki in den Hauptrollen.

## Handlung
In der Ehe zwischen dem steifen und äußerst korrekten Salzburger Rechtsanwalt Karl Rodenbach und seiner jungen Frau Tina steht es nicht zum Besten. Man lebt nebeneinanderher, die Leidenschaft ist völlig abhandengekommen. Ihr Bekannter Tony Burger, ein galanter und attraktiver Charmeur und Womanizer, ist da völlig anders. Er weiß, wie man Frauen behandelt, um bei ihnen landen zu können. Und so erweist er sich auch als Retter in der Not, als das Ehepaar Rodenbach bei der Einreise an der österreichisch-deutschen Grenze nicht durchgewinkt wird, da Tina Rodenbach ihren Reisepass daheim vergessen hat. Da ihr Mann aber pünktlich zu einem Termin in München erwartet wird, lädt er seine Gattin kurzerhand aus mit der Bemerkung, sie solle sich für die Rückfahrt ein Taxi rufen. Bald darauf erscheint Burger in seinem schicken Sportflitzer, einem alten Jaguar, und bietet Tina die Heimfahrt an. Sie nimmt an. Als er in Tinas Auftrag in die Rodenbach-Villa einbricht, da sie auch den Haustürschlüssel nicht dabei hat und sie in der darauf folgenden Nacht daheim anruft, um mit ihr ein Rendezvous auszumachen, verfällt die Anwaltsgattin seinem jungenhaften Casanova-Charme. Tina versichert Tony, dass dies nur eine einmalige Affäre werden könne, dann küssen sie sich.
Wenig später kommt es zu einem folgenschweren Unfall. Ein Radfahrer wird von Tony Burgers Jaguar angefahren. Der Mann kommt infolge der Kollision ums Leben. Der Unfallverursacher begeht Fahrerflucht. Fieberhaft wird nach dem Täter gesucht. Tatverdächtig scheint zunächst Tina Rodenbachs Lover zu sein. Doch die Dinge liegen anders als es zunächst scheint. Im Laufe seiner Nachforschungen findet Karl Rodenbach heraus, dass nicht Tony, sondern seine Frau den Radfahrer über den Haufen gefahren hat. Rodenbach unternimmt nun alles, um seine Frau zu schützen. Er gibt Falschaussagen ab, legt falsche Fährten und belügt die Polizei. Von schweren Gewissensbissen geplagt, beichtet Tina ihrem Mann nicht nur ihre Fahrerflucht, sondern gleich auch noch den außerehelichen Fehltritt. Um endgültig reinen Tisch zu machen, entschließt sich Tina, ein Geständnis abzulegen und auch der Witwe des Getöteten ihre Schuld einzugestehen. Durch diese Katharsis bekommt die eingefahrene Ehe der Rodenbachs wieder eine neue Chance.

## Produktionsnotizen
Elf Jahre und ein Tag wurde am 6. September 1963 in Deutschland uraufgeführt. Gedreht wurde vom 20. Mai bis zum 5. Juli 1963, die Außenaufnahmen entstanden in Salzburg. Das Bundesministerium des Innern förderte den Film mit 200.000 DM.
Die Bauten stammten von Willi Schatz und Wolf Englert, die Kostüme von Margot Schönberger. Ernst Steinlechner hatte die Produktionsleitung. Der Schnittmeister Adolph Schlyßleder assistierte Regisseur Reinhardt.
Die Fernseherstausstrahlung erfolgte am 16. März 1971 um 20.15 Uhr in der ARD.

## Kritiken
„Veralteter Problemfilm, schicksalsträchtig und wirklichkeitsfern.“

„Solide gemachter deutscher Film mit guter Besetzung, den man ab 16 ansehen und überdenken kann.“